# Konstantinos Konstantopoulos

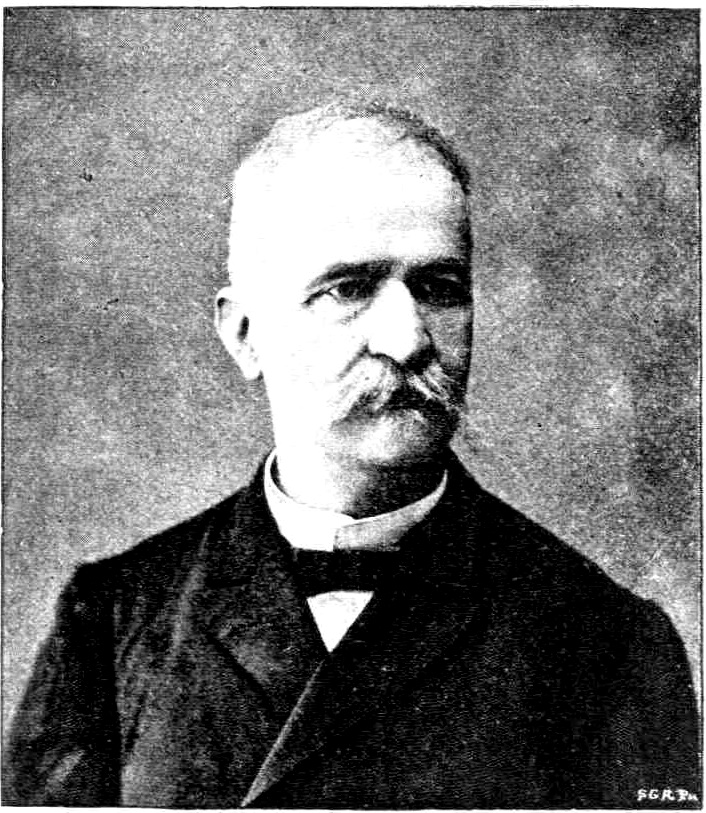
Konstantinos Konstantopoulos

Konstantinos Konstantopoulos (Grieks: Κωνσταντίνος Κωνσταντόπουλος) (Tripolis, Griekenland, 1832- Athene, Griekenland, 11 november 1910) was een conservatief Grieks politicus.
Hij was burgemeester van Patras tijdens de regering van koning Otto. Later was hij prefect van Achaia en Elis.
Konstantopoulos werd in het parlement verkozen als lid van de Nationalistische Partij van Alexandros Koumoundouros. Van 1890-1892 was hij parlementsvoorzitter.
In 1892 trad premier Theodoros Deligiannis af na meningsverschillen met koning George over economische kwesties. Konstantopoulos werd zijn opvolger. Hij werd belast met de organisatie voor nieuwe verkiezingen. Die verkiezingen werden gewonnen door de Hervormingspartij van Charilaos Trikoupis. Hierdoor moest hij aftreden en werd Trikoupis zijn opvolger.